# Ordalie
Ordalia a fost, în Evul Mediu, un mod de stabilire a dreptății sau a vinovăției părților în litigiu prin diferite probe (a focului, a apei clocotite și a fierului încins) sau prin duelul judiciar.
Este cunoscută și sub numele de „judecată dumnezeiască”. 
Proba focului putea consta în mersul fără haine prin foc, mersul pe jăratic, ținerea în mână a unui obiect din fier încins, iar proba apei clocotite consta în scoaterea unui obiect dintr-un vas cu apă clocotită. Dacă arsurile se vindecau în jur de trei zile, inculpatul era declarat nevinovat. 